# Malgassesia ankaratralis
Malgassesia ankaratralis is een vlinder uit de familie wespvlinders (Sesiidae), onderfamilie Sesiinae.
Malgassesia ankaratralis is voor het eerst wetenschappelijk beschreven door Viette in 1957. De soort komt voor in het Afrotropisch gebied.